# Пеплос

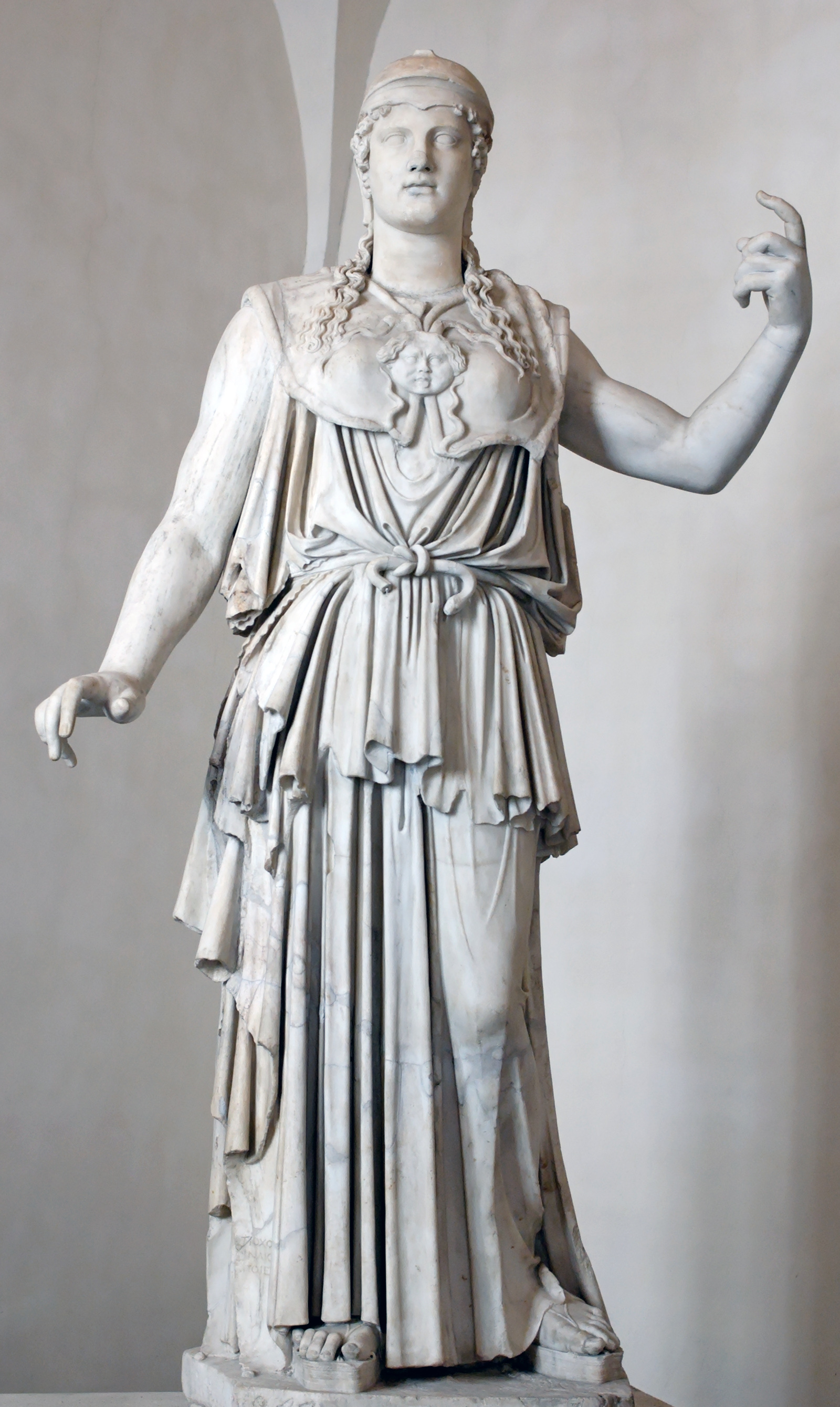
Афіна Парфенос у пеплосі

Надягання пеплоса

Пе́плос (грец. πέπλος) — давньогрецький одяг дорійського походження. Не плутати із іонійським хітоном.

## Історія
У Гомера слово πέπλος позначало собою довгий, довжиною до землі одяг, який одягали прямо на тіло, залишаючи один бік відкритим. Руки також залишалися відкритими, звідки звичайний епітет грекинь — λευκώλενοι («білорукі»).
Тканина пеплоса була звичайно кольорова: згадуються шафрановий, яскраво-червоний і змішані кольори. Нерідко пеплос прикрашали вишивками. Необхідною приналежністю його був пояс. Знятий пеплос служив підстилкою на сидіннях і колісницях. В «Іліаді» Гомера у пурпуровий пеплос загорнули золоту урну з прахом Гектора.
У післягомерівську епоху пеплос продовжував існувати, але прикрашався зі східною розкішшю, проти якої іноді лунали протести зі сторони законодавців. Радикальна зміна моди сталася, за Геродотом, у середині VI століття до н. е., коли увійшли у вжиток іонійські фасони. Свідчення Геродота підтверджується даними кераміки: на вазах з чорними фігурами (архаїчний стиль) пеплос — звичайний одяг, на вазах з перехідної епохи (середина VI століття до н. е.) архаїчний одяг зустрічається у поєднанні з іонійським.
На вазах з червоними фігурами архаїчний пеплос вже не трапляється. У нову епоху (з V століття до н. е.) слово «пеплос» втратило своє первісне значення і стало вживатися в невизначеному значенні одягу взагалі. Лише в сенсі одягу героїв, богів і співаків на сцені, а також богині Афіни збереглося архаїчне значення слова. Пеплос богині Афіни щорічно в урочистій процесії провозили всім містом до храму богині під час Панафіней. Подібно вітрилу, пеплос прикріплювали до щогли священного корабля і виставляли напоказ всьому народові. Над його виготовленням працювали під керівництвом жриць богині спеціальні ткалі, впродовж цілого року прикрашаючи одяг візерунковим малюнком, що зображували битву богів з гігантами, у якій брала участь сама богиня.

## Інше
- Аналогічний одяг у Стародавньому Римі мав назву пеплум.